# 밀라노 파산테선

|-
밀라노 파산테선(이탈리아어: passante ferroviario di Milano)은 이탈리아 밀라노의 교외와 중심부를 직통으로 잇는 지하 철도이다.
'파산테' (Passante)는 이탈리아어로 '직통'이라는 뜻이며, 특정 도시의 도심부를 통과하여 교외 노선을 연결하는 철도를 설명하는 데 사용된다. 이는 1970년대 서독에서 건설된 S-Bahn 지하 연결 노선을 모델로 삼고 있다.
1997년 첫 구간이 개통되어 2008년에 전 구간이 개통되었다. 파산테 철도의 특징은 양쪽 끝이 다른 노선과 직결되어 롬바르디아주의 지방철도와 연계운행이 가능하다는 점이다. 실제로 트레노르드에서 이들 노선을 활용하여 열차를 투입하고 있다.
환승 연계가 이루어지는 밀라노 지하철 역으로는 가리발디 FS역 (2호선, 5호선), 레푸블리카역 (3호선), 로고레도역 (3호선), 포르타 베네치아역 (1호선), 다테오역 (4호선) 등이 있다.

## 역사
밀라노 파산테 선은 19세기에 건설된 밀라노 북부철도의 선형을 따라가고 있다. 이 노선은 1931년 밀라노 첸트랄레역의 신설로 밀라노 일대 철도 노선망이 재편되면서 철거된 바 있다.
1960년대에 이르러 밀라노 교외 철도를 건설하려는 계획이 세워졌다. 당시 밀라노 시와 주변 지역의 인구증가로 중장거리를 이동하는 승객을 위한 빠르고 효율적인 노선의 구축이 요구되었다. 이에 도심을 통과하는 전용노선이 계획되어 1970년대 말에 설계가 완료되었으며, 1982년에 착공해 10년 이내로 개통시킬 전망이었다.
그러나 실제 공사는 매우 느리게 진행되어 첫 구간에 해당되는 보비사역~밀라노 포르타 베네치아역 구간이 개통된 것은 15년 후인 1997년에 이르러서였다. 당시 부분개통된 구간에 한하여 열차 운행이 이루어졌다. 2년 후 1999년 체르토사 지선이 개통되었으며 2002년에는 밀라노 빌라피초네역 개업과 함께 본선이 완공되었다. 같은해 남동부 일대에서 밀라노 다테오역까지 이어지는 연장구간도 개통되었다.
2004년에는 밀라노 포르타 비토리아역의 개업과 함께 교외철도의 완전 운행을 개시하였다. 당시 공사 22년차에 소요 예산은 9억 1500만 유로로 집계되었다. 2008년에는 로고레도역까지 이어지는 구간이 개통되면서 모든 공사가 마무리되었다.

## 같이 보기
- 밀라노 포를라니니역
- 밀라노 산 크리스토포로역